# Nicolas de Largillierre

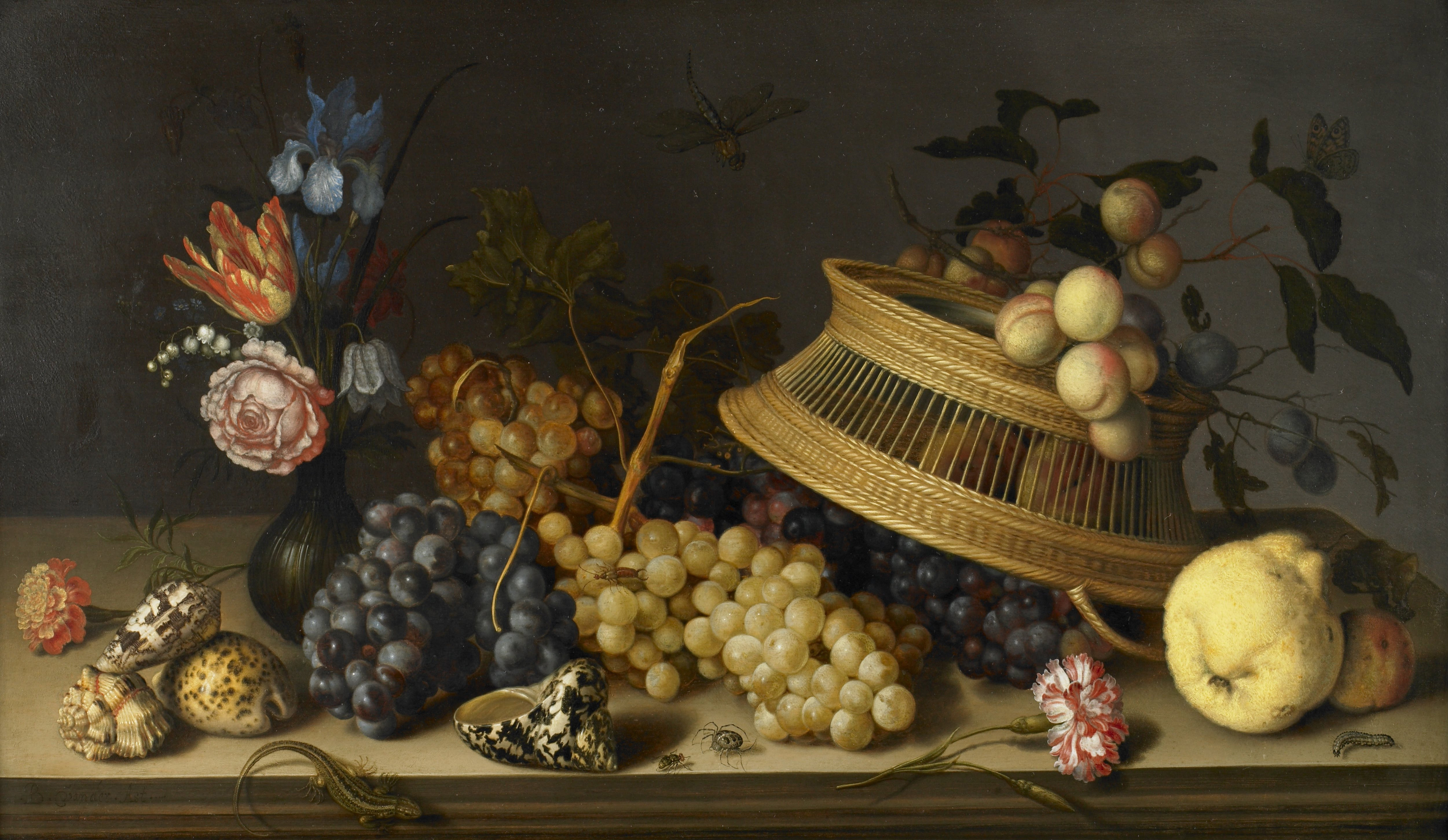
Natureza Morta de Flores, Frutas, Conchas e Insetos, c. 1629, Museu de Arte de Birmingham, Alabama

Nicolas de Largillière (batizado em 10 de outubro de 1656 – 20 de março de 1746) foi um pintor e desenhista francês.
Filho de um chapeleiro comerciante, sua família mudou-se para Antuérpia quando Largillière tinha cerca de três anos. Após uma viagem a Londres, o pai de Largillière o tornou aprendiz do pintor flamengo Anton Goubau. No entanto, ele saiu aos dezoito anos e novamente foi para a Inglaterra, onde fez amizade e foi empregado por Sir Peter Lely por quatro anos em Windsor, Berkshire. Enquanto estava lá, Largillière também trabalhou sob a direção do pintor italiano Antonio Verrio.
Após uma passagem pela Inglaterra, trabalhando nas cortes de Carlos II de Inglaterra e Jaime II de Inglaterra, em 1686, Largillière produziu um retrato do pintor Charles Le Brun para admissão na Academia Real de Pintura e Escultura, em Paris. 
Após a morte do diretor Louis de Boullogne em 28 de novembro de 1733, o pintor Hyacinthe Rigaud propôs que os quatro reitores da Académie, Largillière, Claude-Guy Hallé, Guillaume Coustou e ele próprio, revezassem o cargo. Essa oligarquia persistiria até a eleição de Coustou como único diretor em 5 de fevereiro de 1735. Largillière tornou-se diretor em 1738 e permaneceu nessa posição até 1742.
Jean-Baptiste Oudry e Jacob van Schuppen, aluno e sobrinho de Largillière, respectivamente, também foram pintores rococó.

## Obras Selecionadas

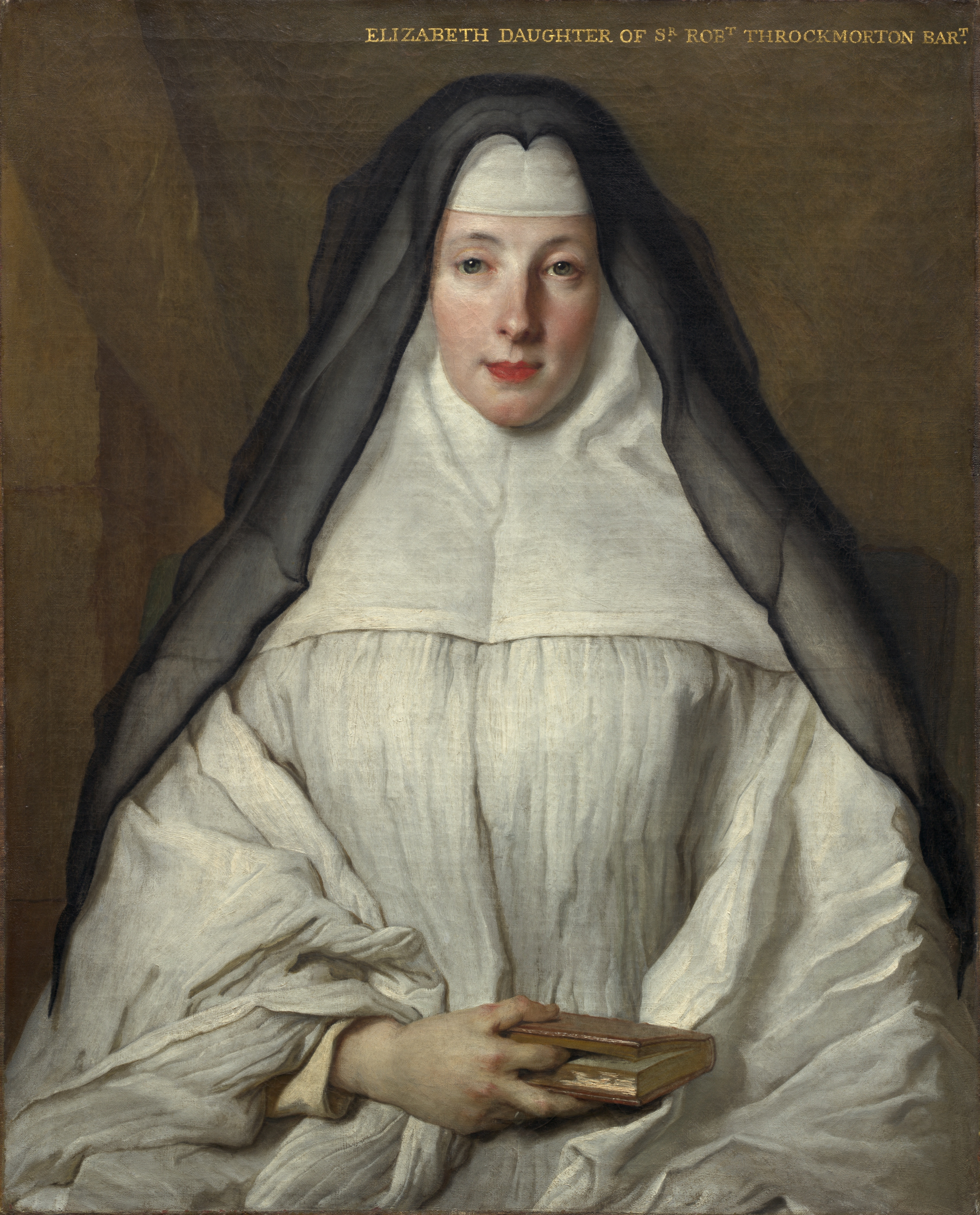
Retrao de Elizabeth Throckmorton
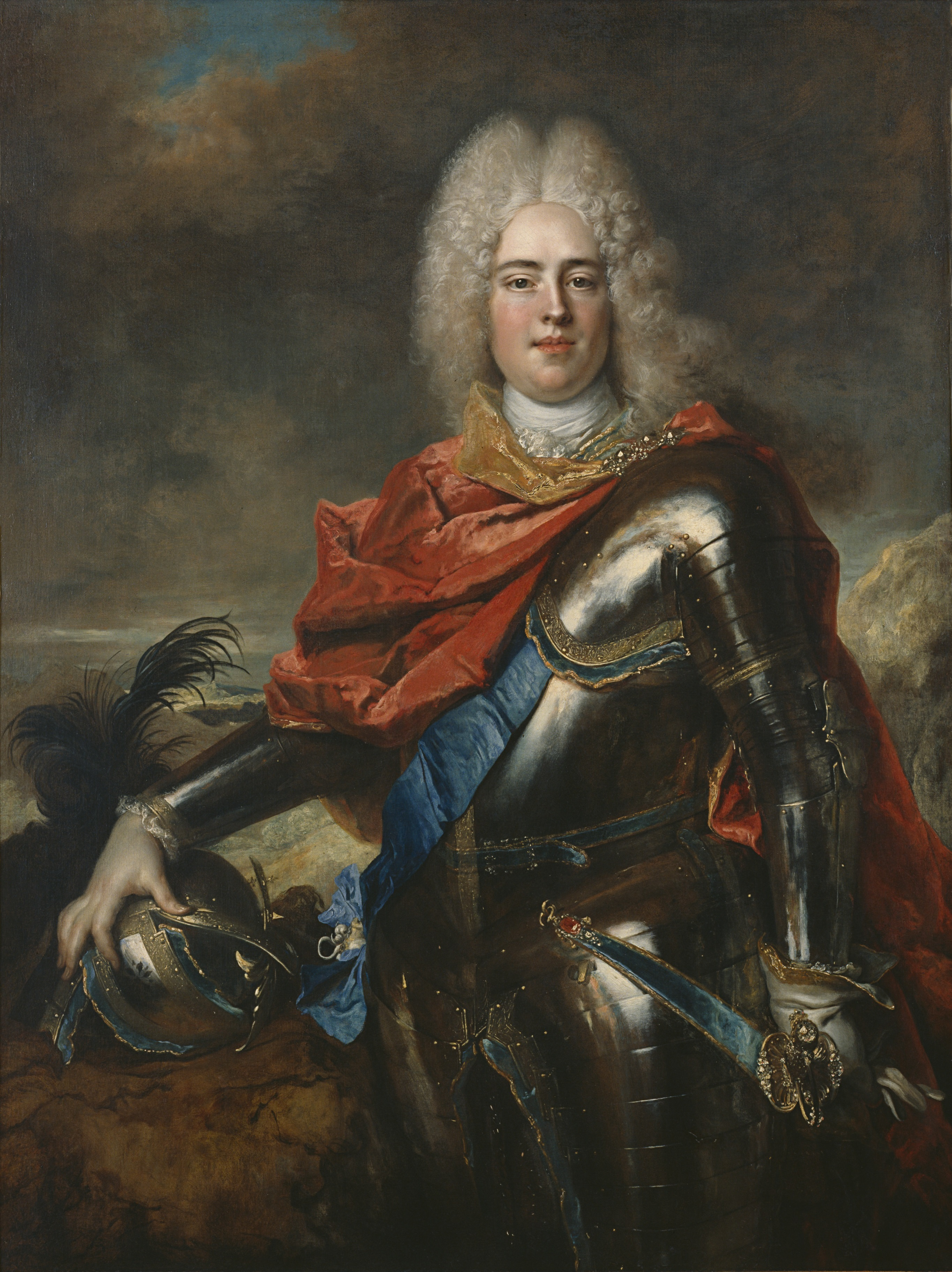
Retrao de Augusto III da Polônia
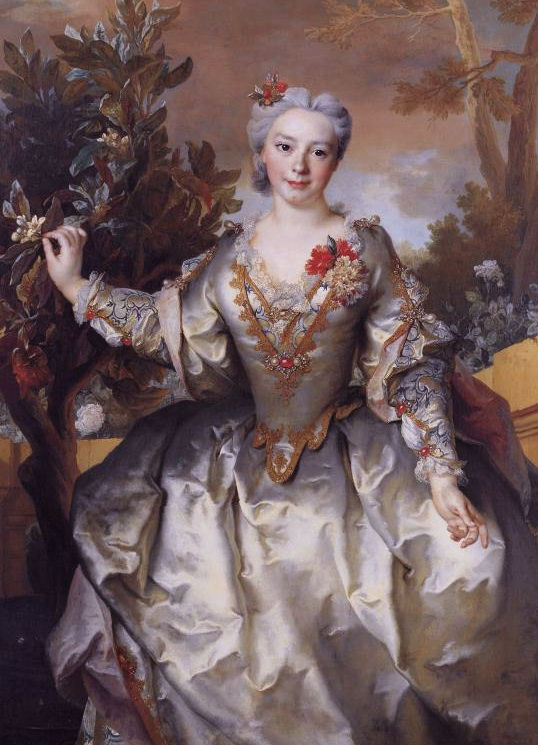
Retrato deLouise-Madeleine Bertin, Condessa de Montchal
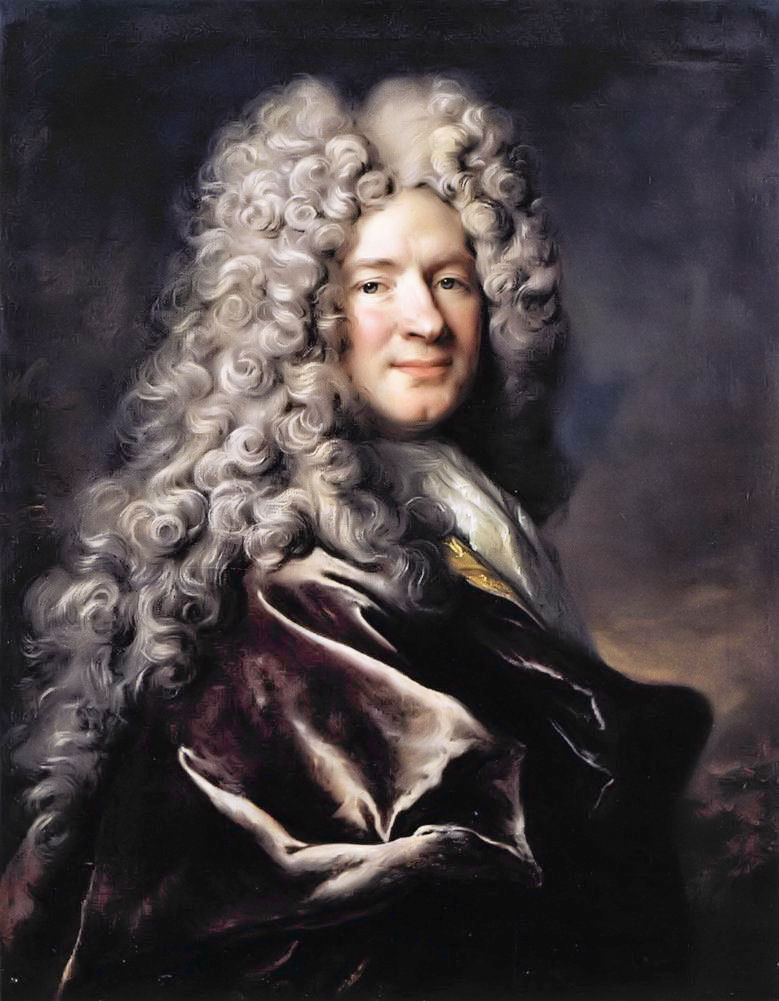
Retrato de Homem com Robe Vermelho
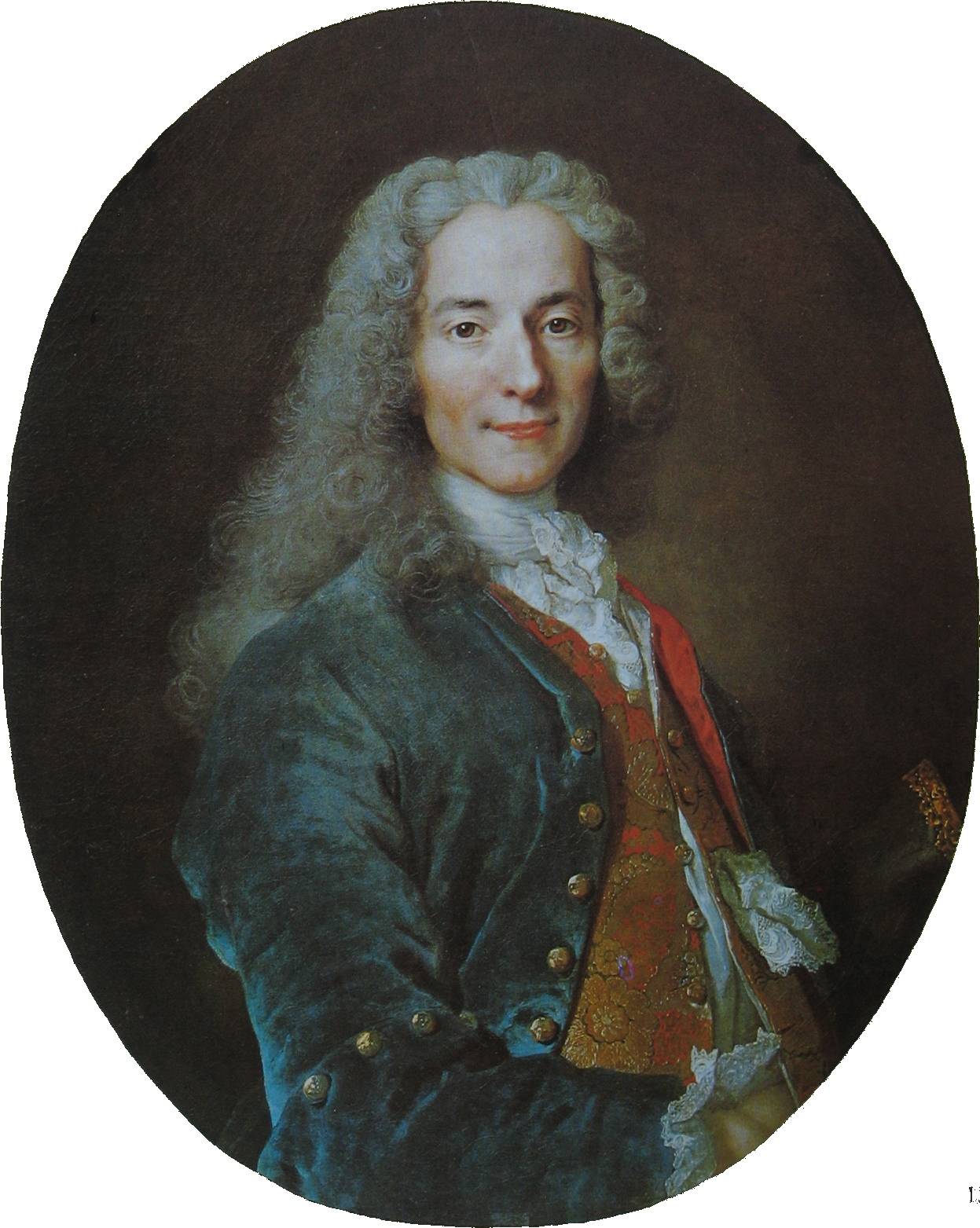
Retrato de Voltaire
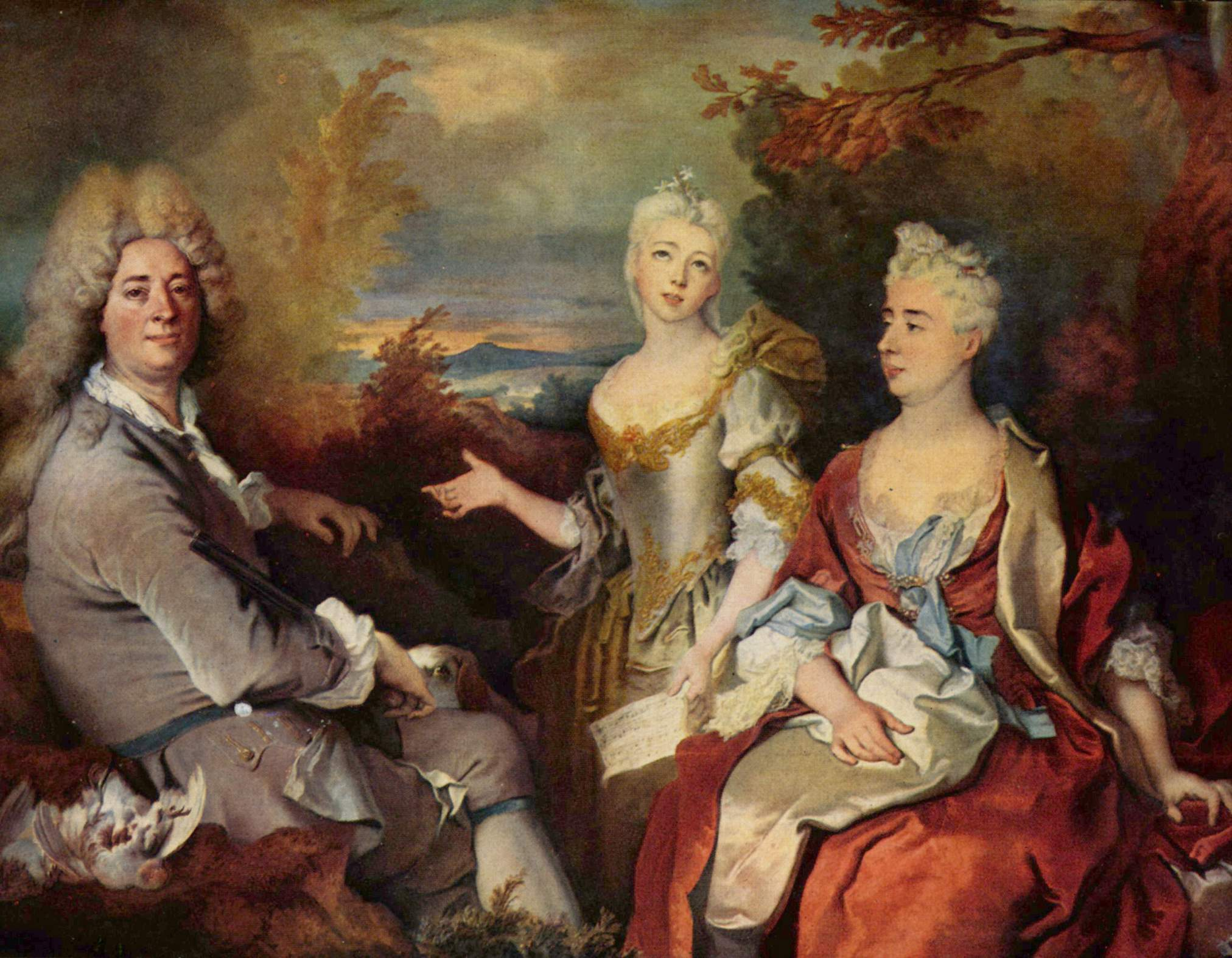
Autorretrato com a Família
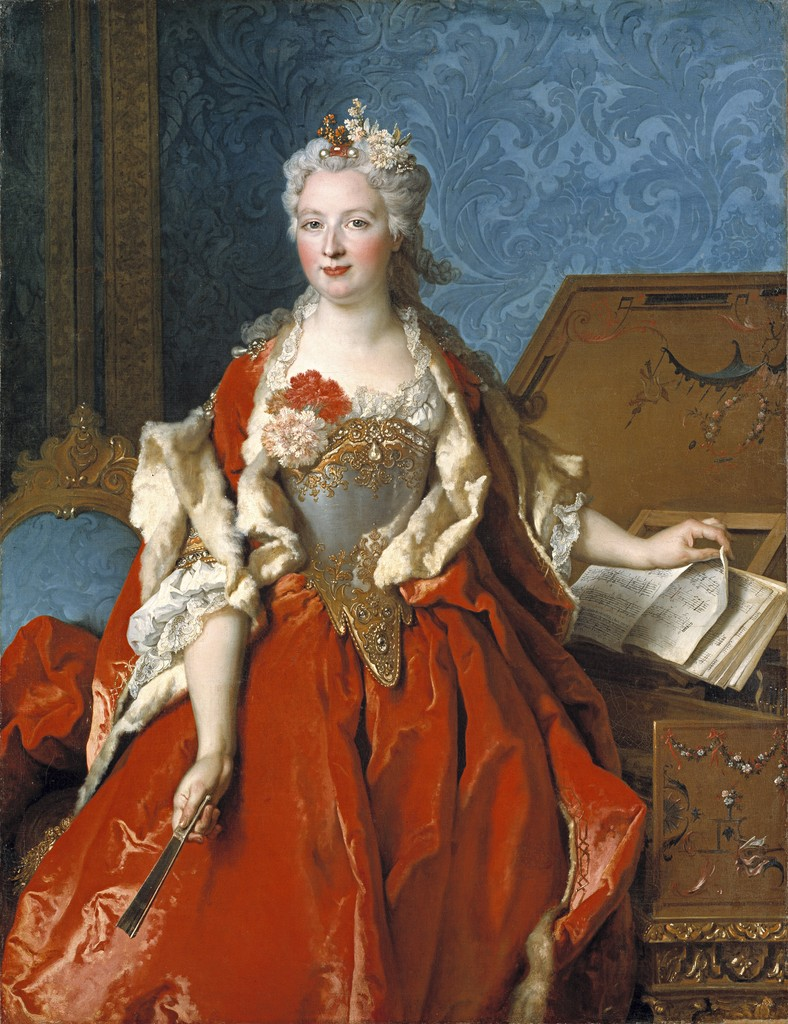
Retrato de Marguerite de Sève
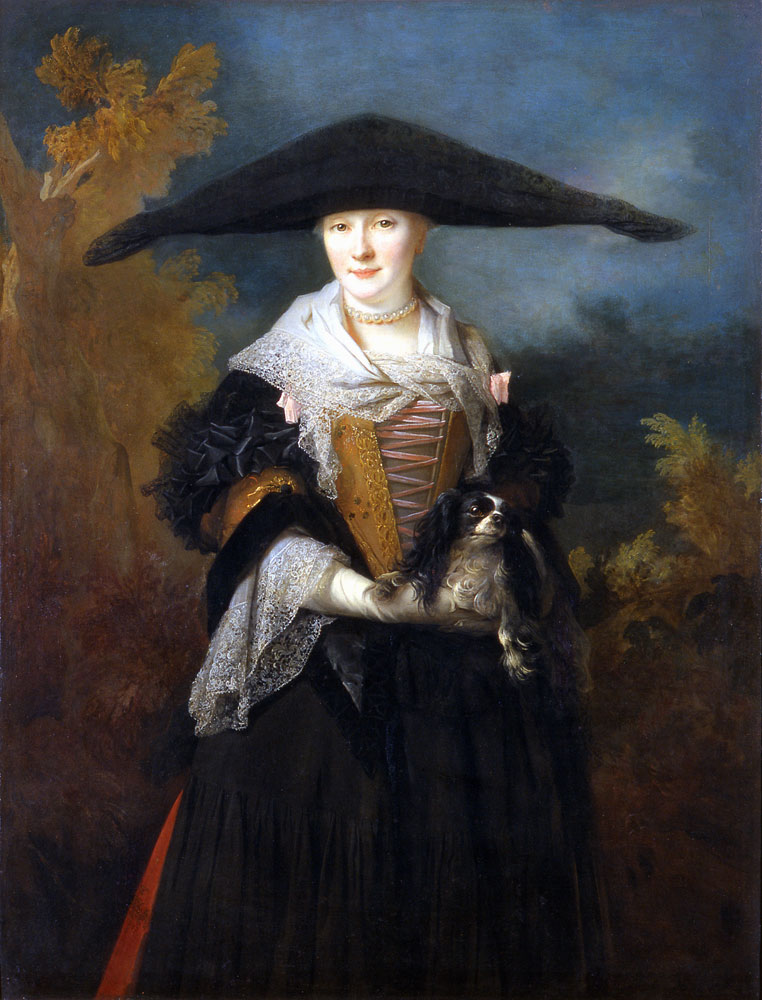
A Bela Dama de Estrasburgo
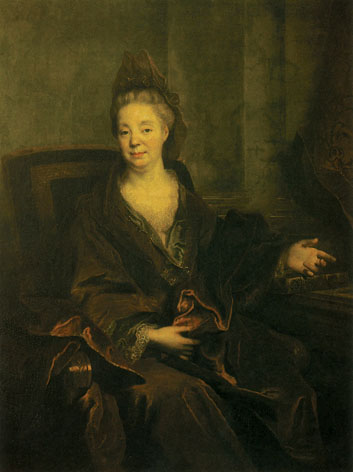
Retrato de Marguerite Bécaille
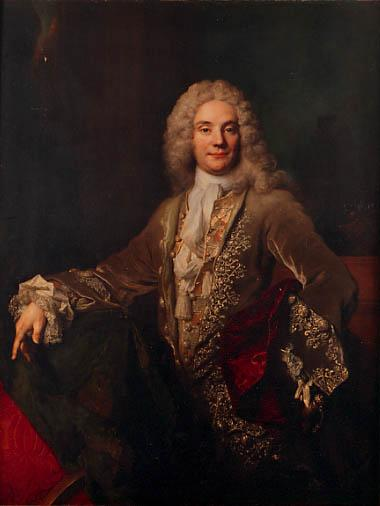
Retrato de Pierre-Joseph Titon de Cogny
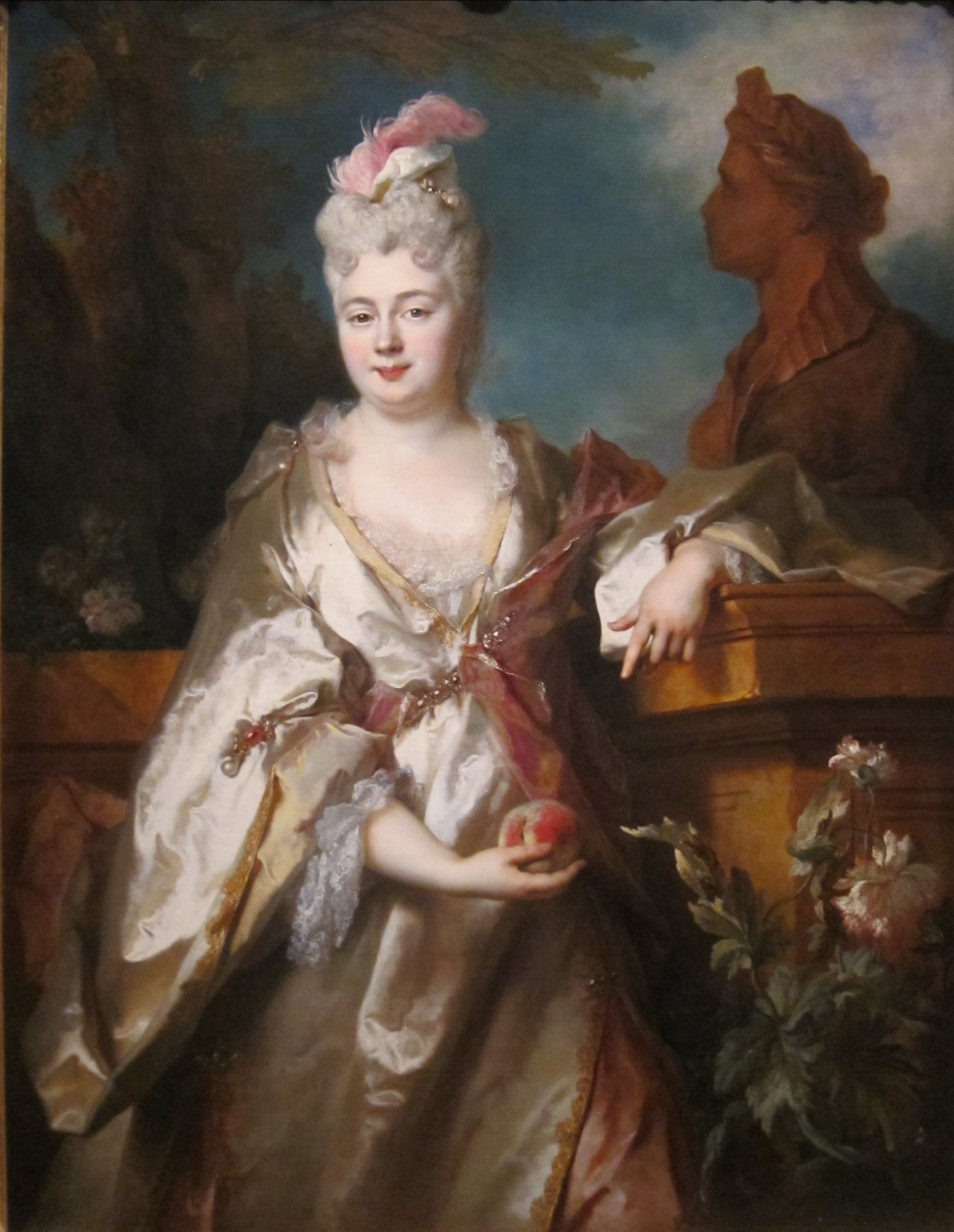
Retrato de Jeanne-Cécile Le Guay de Montgermon
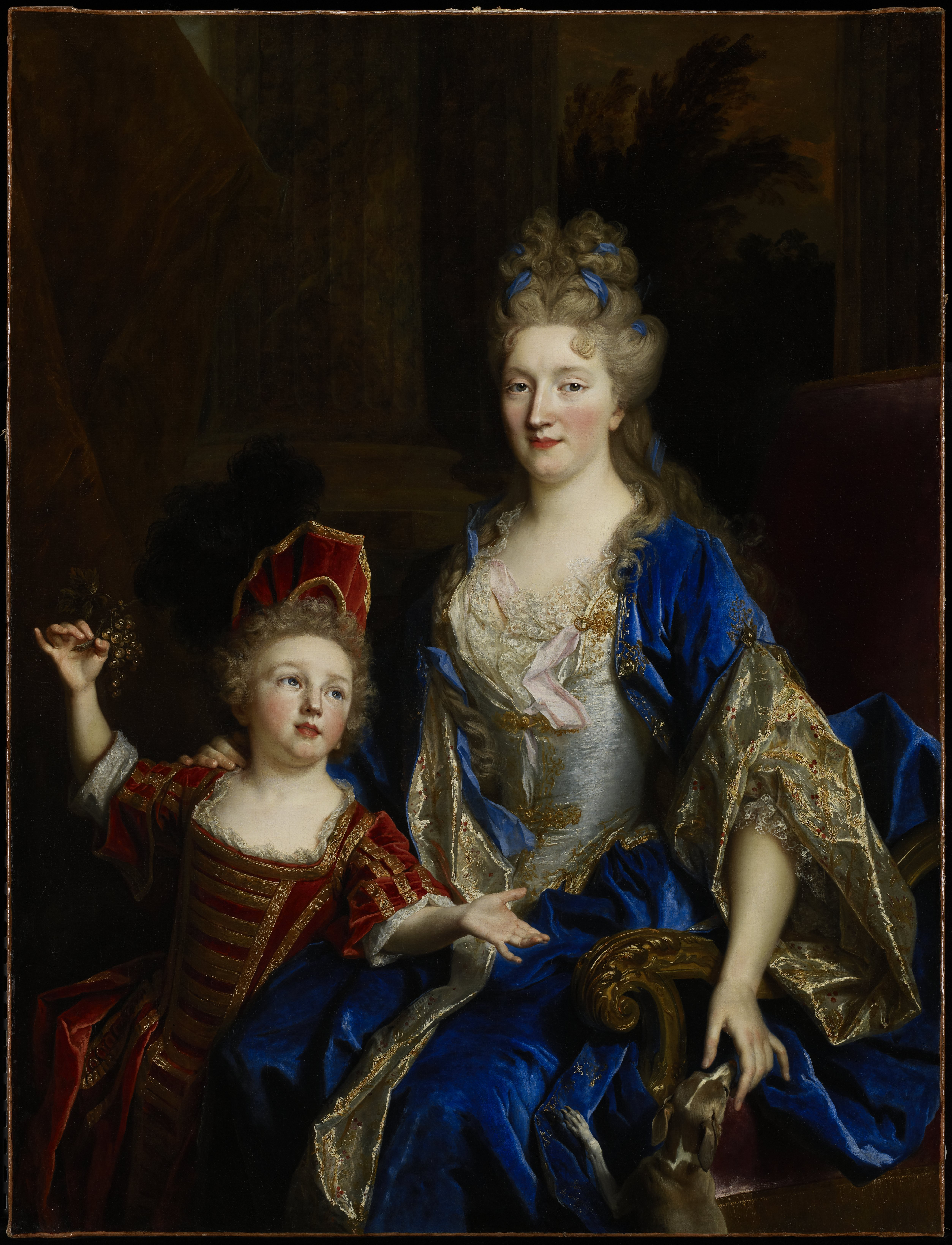
Retrato de Catherine Coustard com seu filho Léonor, Instituto de Artes de Minneapolis
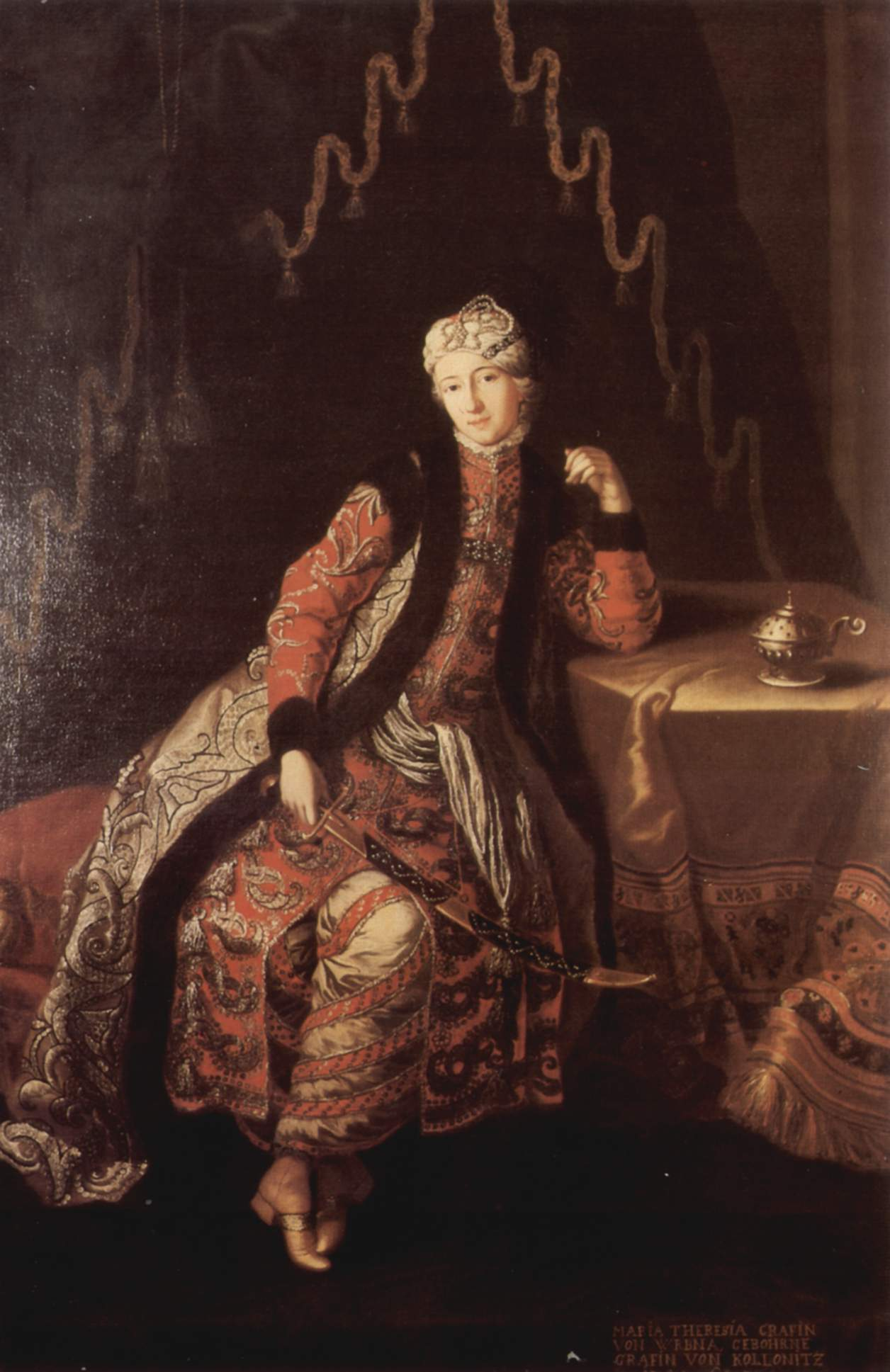
Retrato de Jean-Baptiste Tavernier

## Links Externos
- Rosenfeld, Myra Nan (1982). Largillierre and the Eighteenth-Century Portrait (exhibition catalogue). Montreal, Quebec: Montreal Museum of Fine Arts.
- Saint Fare Garnot, Nicolas; Brême, Dominique (2003). Nicolas de Largillierre, 1656–1746 (exhibition catalogue) (in French). Paris: Musée Jacquemart-André.

1. ↑  Pascal, Georges (1928). Largillierre (em francês). [S.l.]: Les Beaux-Arts. 1 páginas